# Podacanthophorus nelciae
Podacanthophorus nelciae är en insektsart som beskrevs av Naskrecki 2000. Podacanthophorus nelciae ingår i släktet Podacanthophorus och familjen vårtbitare. Inga underarter finns listade i Catalogue of Life.